# オスカル・テジェス
オスカル・テジェス（Óscar Téllez, 1975年4月2日 - ）は、スペイン・マドリード出身の元サッカー選手、現サッカー指導者。スペイン代表である。ポジションはディフェンダー（センターバック）。

## 経歴
2001年4月25日、コルドバで行われた日本代表戦でスペイン代表デビューした。

## 所属クラブ
- 1993-1995  CDコロニア・モスカルド
- 1995-1996  レアル・アランフエス
- 1996-1997  ポンテベドラCF
- 1997-1998  デポルティーボ・アラベス (37試合3得点)
- 1998  バレンシアCF (1試合0得点)
- 1999  ビジャレアルCF (20試合0得点)
- 1999-2006  デポルティーボ・アラベス (200試合5得点)

## 指導クラブ
- 2010-2011  ヌエボ・メホラーダ（下部組織）
- 2011-2012  サン・マルティン・ベガ
- 2012-  SRビジャベルデ・ボエティチェールCF